# Graafschap Aragón
Het graafschap Aragón (of Jaca) was een Frankisch markgraafschap in de vallei van de Aragón, dat ontstond in de 9e eeuw onder Karolingische supervisie. Het werd in 922 opgenomen in het koninkrijk Pamplona. Het centrum van het graafschap was het dorp Jaca. Het graafschap vormt de kern van het latere koninkrijk Aragón in de 11e eeuw.

## Geschiedenis
Het graafschap ontstond aan het begin van de 9e eeuw, als een onafhankelijk gebied, dat niet onder het emiraat Córdoba viel, maar wel sterk verbonden was met het Karolingische rijk. De eerste bekende graaf was Aznar I Galíndez, die regeerde van 809 tot 820. In 820 werd de Karolingische vazal, Aznar I, afgezet door zijn schoonzoon García Galíndez de Kwade, die het graafschap onttrok aan de Karolingische heerschappij. Op dat moment bevatte het graafschap de dalen van de Hecho, Canfranc, Borau, Aisa en Araguás.
De onafhankelijkheid van het graafschap zou echter niet lang duren. Het steeds machtiger wordende koninkrijk Pamplona, dat later het koninkrijk Navarra zou worden, kreeg steeds meer invloed in Aragón. Onder Galindo I Aznárez (844 - 867) kwam het graafschap onder de bescherming van het koninkrijk, waarna zijn zoon, Aznar II Galíndez (867 - 893), huwde met Onneca van Pamplona. Hierdoor moest de graaf ook de suzereiniteit van de koningen van Pamplona over Aragón erkennen. Zijn zoon, Galindo II Aznárez, zocht steun bij de moslimheerser van Huesca, de graaf van Gascogne en van Ribagorza tegen de Navarrese invloed, maar dat mocht niet baten. Zijn tweede huwelijk was dan ook met een telg uit het Pamplonese koningshuis, waarna zijn dochter en erfgename, Andregoto, huwde met García I van Pamplona, waardoor het graafschap toekwam aan de kroon van Navarra.
Het graafschap behield echter zijn politieke en administratieve eenheid, maar dan als leengoed van de Navarrese kroon. Onder Sancho II werd Sobrarbe grotendeels aan het graafschap toegevoegd. Aan het begin van de 11e eeuw omvatte het graafschap de volledige vallei van de Aragón en Ribagorza.

## Lijst van graven van Aragón
Het graafschap telde zeven soevereine graven tot het graafschap opging in de Navarrese kroon. Daarna werden er nog steeds graven benoemd, als leenmannen, maar deze zijn slecht gekend.
- Aureolus (? - 809), gekend vanaf 807, maar waarschijnlijk al voor 802.
- Aznar I Galíndez (809 - 820), afgezet in 820 door zijn schoonzoon, García de Kwade.
- García de Kwade van Pamplona (820 - 833), zette zijn schoonvader af en beëindigde de Frankische invloed.
- Galindo Garcés (833 - 844), zoon van García de Kwade.
- Galindo I Aznárez (844 - 867), zoon van Aznar I Galíndez.
- Aznar II Galíndez (867 - 893), zoon van Galindo I Aznárez.
- Galindo II Aznárez (893 - 922), de laatste soevereine graaf van Aragón.
- Guntislo Galíndez, bastaardzoon van Galindo II en leenman van de Navarrese kroon.
- Fortun Jiménez, enkel gekend in 947.
- Gonzalo Sánchez, zoon van Sancho II van Navarra, in de vroege 11e eeuw.